# Leucopis palumbi
Leucopis palumbi is een vliegensoort uit de familie van de Chamaemyiidae. De wetenschappelijke naam van de soort is voor het eerst geldig gepubliceerd in 1872 door Rondani.